# أكسدة حرارية
.

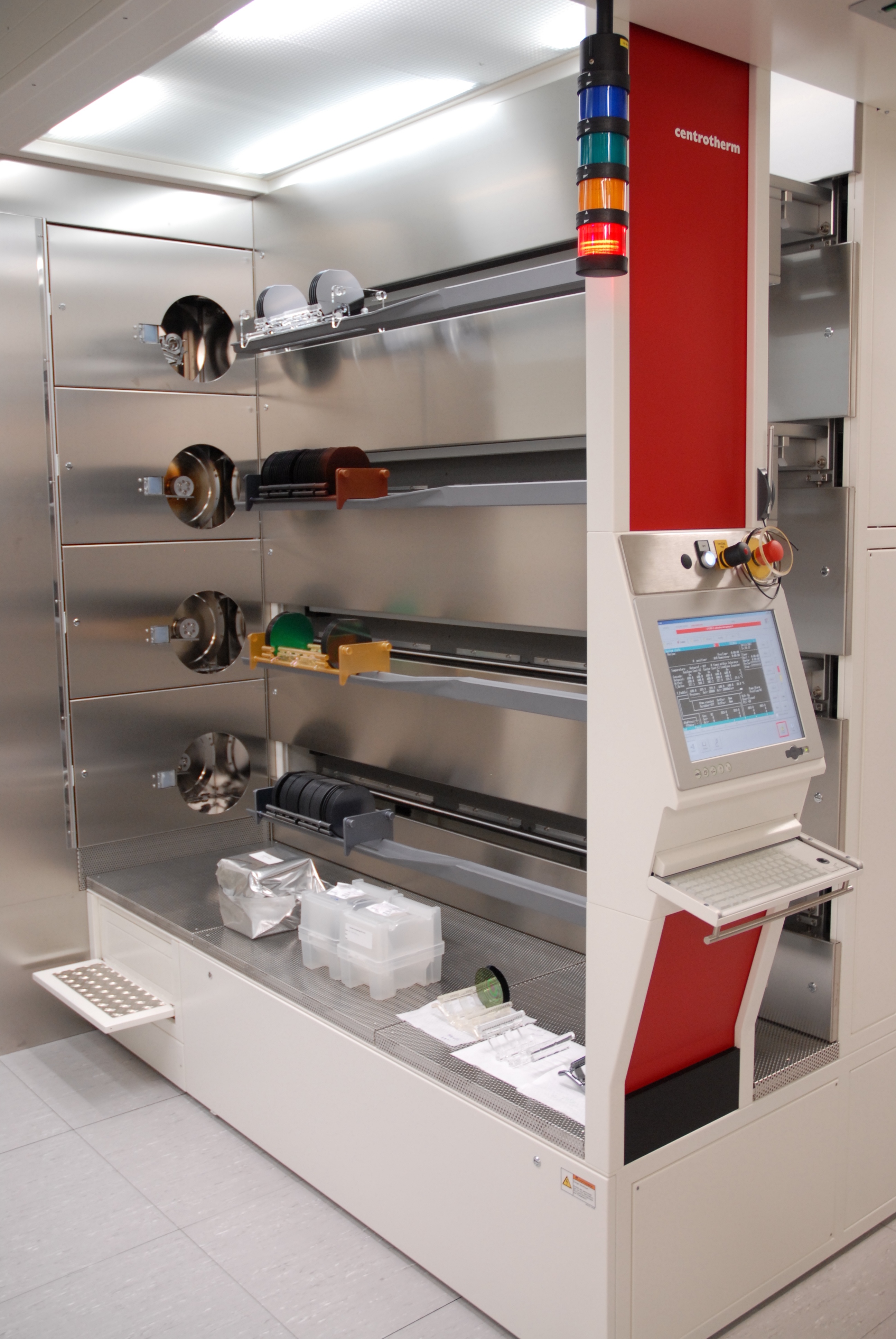
أفران الأكسدة الحرارية في إحدى المختبرات

الأكسدة الحرارية  هي عملية صناعية في مجال تشطيب سطوح الرقائق السيليكونية تهدف إلى تشكيل غشاء رقيق من ثنائي أكسيد السيليكون، وذلك بإجبار مؤكسد على الانتشار في الرقاقة عند درجات حرارة مرتفعة.
تجرى عملية الأكسدة الحرارية عند درجات حرارة تتراوح بين 800 °س إلى 1200 °س، ويمكن أن تجرى إما باستخدام بخار الماء مرتفع النقاوة أو باستخدام الأكسجين الجزيئي.
{\displaystyle {\rm {Si+2H_{2}O\rightarrow SiO_{2}+2H_{2\ (g)}}}}
{\displaystyle {\rm {Si+O_{2}\rightarrow SiO_{2}\,}}}
يمكن أن يستقرأ معدل نمو طبقة ثنائي أكسيد السيليكون على رقاقة السيليكون باستخدام نموذج ديل-غروف (Deal–Grove model).